# 마르틴 오브리
마르틴 루이즈 마리 오브리(프랑스어: Martine Louise Marie Aubry, 프랑스어 발음: [maʁtin obʁi], 1950년 8월 8일~)는 프랑스의 정치인이며, 2008년 11월부터 프랑스 사회당의 당수였으며, 릴의 시장이다.

## 생애
파리 17구에서 마르틴 루이즈 마리 들로르(프랑스어: Martine Louise Marie Delors)라는 이름으로 태어났다. 오브리는 전 배우자의 성이다.

## 역대 선거 결과
| 선거명      | 직책명                    | 대수 | 정당   | 1차 득표율 | 1차 득표수 | 2차 득표율 | 2차 득표수 | 결과 | 당락                  |
| ----------- | ------------------------- | ---- | ------ | ---------- | ---------- | ---------- | ---------- | ---- | --------------------- |
| 1997년 선거 | 하원의원 (노르 제5선거구) | 11대 | 사회당 | 34.69%     | 18,751표   | 60.81%     | 32,475표   | 1위  | 노르 주 하원의원 당선 |
| 2001년 선거 | 릴 시장                   | 44대 | 사회당 | 34.52%     | 18,767표   | 49.60%     | 27,204표   | 1위  | 릴 시장 당선          |
| 2002년 선거 | 하원의원 (노르 제5선거구) | 12대 | 사회당 | 31.09%     | 15,822표   | 48.91%     | 23,449표   | 2위  | 낙선                  |
| 2008년 선거 | 릴 시장                   | 44대 | 사회당 | 46.02%     | 27,202표   | 66.56%     | 35,226표   | 1위  | 릴 시장 당선          |
| 2014년 선거 | 릴 시장                   | 44대 | 사회당 | 34.86%     | 19,422표   | 52.06%     | 29,125표   | 1위  | 릴 시장 당선          |
| 2020년 선거 | 릴 시장                   | 44대 | 사회당 | 29.80%     | 11,832표   | 40.00%     | 15,389표   | 1위  | 릴 시장 당선          |